# Kisvisnyó
Kisvisnyó (szlovákul: Višňové) község Szlovákiában, a Besztercebányai kerületben, a Nagyrőcei járásban.

## Fekvése
Nagyrőcétől 15 km-re délre, a Turóc-patak bal partján fekszik.

## Története
Visnyót 1296-ban „Wysnow” néven említik először. 1328-ban „Wysnyo”, 1487-ben „Wysnye” alakban említik. 1394-ben a Szkárosi család birtoka, a 16. századtól több nemesi család tulajdona. A 18. század elején súlyos pestisjárvány sújtotta. 1710-ben csak 10 lakosa volt. 1828-ban 31 házában 254 lakosa élt. 1837-ben 267-en lakták. Lakói állattartással és fuvarozással foglalkoztak.
Fényes Elek geográfiai szótárában eképpen ír a községről: „Visnyó, Gömör v. magyar-tót falu, Gömör és Ratkó között, mindegyiktől 1 1/2 mfdnyire: 248 ref., 19 evang. lak. Határa termékeny. F. u. többen. Ut. p. Tornalja.”
Borovszky Samu monográfiasorozatának Gömör-Kishont vármegyét tárgyaló része szerint: „Visnyó, ratkóvölgyi magyar kisközség, 34 házzal és 165, nagyobbára ev. ref. vallású lakossal. E község benne van már 1323-ban Hanvai Miklós és Hunch Ádám, János és Sándor egyezséglevelében. 1427-ben Wysnow néven említik. 1550-ben Ferdinánd király új adománylevelet ad reá a Soldos, Hanvay, Darvas, Nagyszájú, Sándor, Szkárosi és Kerepeczi családoknak. A Hanvay és a Soldos családon kívül az újabb korban még a Farkas, Sebe, Rathó és a Kubinyi család-ok is birtokosai voltak. Az ev. ref. templom 1834-ben épült. A községhez tartozó Szurancs és Strázsa nevű dűlők külön községek emlékét tartják fenn. Mind a kettő még a XVI. század elején virágzó község 106volt, de a török világban elpusztult. A hagyomány szerint tulajdonképen a mostani Strázsa dűlőn állott azelőtt Visnyó község. Ide tartoznak Boroszló és Eskeranna puszták. A község postája Szkáros, távírója és vasúti állomása Tornallya.”
A trianoni diktátumig Gömör-Kishont vármegye Tornaljai járásához tartozott. 1938 és 1945 között újra Magyarország része volt.

## Népessége
| Év:            | 1994. | 2004.   | 2014.   | 2024.   |
| -------------- | ----- | ------- | ------- | ------- |
| Emberek száma: | 56    | 59      | 64      | 61      |
| Eltérés:       |       | +5,35 % | +8,47 % | -4,68 % |

| Év:            | 2023. | 2024.   |
| -------------- | ----- | ------- |
| Emberek száma: | 60    | 61      |
| Eltérés:       |       | +1,66 % |

1910-ben 145-en, túlnyomórészt magyarok lakták.
2001-ben 55 lakosából 29 magyar és 13 szlovák.
2011-ben 60 lakosából 30 magyar, 20 szlovák és 5 roma.

## Nevezetességei
Református temploma 1834-ben épült.

## Külső hivatkozások
- Községinfó
- Kisvisnyó Szlovákia térképén
- E-obce.sk Archiválva 2008. február 19-i dátummal a Wayback Machine-ben